# Підкритичний ядерний реактор
Підкритичний ядерний реактор — це концепція ядерного реактора поділу, де відбувається поділ атомного ядра без досягнення критичності. Замість того, щоб підтримувати ланцюгову реакцію, підкритичний реактор використовує додаткові нейтрони із зовнішнього джерела. Існує два загальні класи таких пристроїв. У одному з них використовуються нейтрони, що надаються машиною ядерного синтезу, концепція, відома як гібрид ядерного синтезу і поділу. В іншому використовуються нейтрони, створені внаслідок розщеплення важких ядер зарядженими частинками, наприклад протонами, прискорені прискорювачем частинок, концепція, відома як керований прискорювачем підкритичний реактор.

## Мотивація
Підкритичний реактор можна використовувати для знищення важких ізотопів, що містяться у відпрацьованому паливі зі звичайного ядерного реактора, одночасно виробляючи електроенергію. Довгоживучі трансуранові елементи в ядерних відходах в принципі можуть розщеплюватися, вивільняючи енергію в процесі і залишаючи продукти поділу, які є менш довгоживучими. Це значно скоротило б час захоронення радіоактивних відходів. Однак деякі ізотопи мають порогові поперечні перерізи поділу і, отже, вимагають реактора на швидких нейтронах для поділу. Хоча вони можуть бути перетворені в матеріал, що розщеплюється, за допомогою теплових нейтронів, деяким нуклідам потрібно до трьох послідовних реакцій захоплення нейтронів, щоб досягти ізотопу, здатного до поділу, а потім ще одного нейтрона для самого поділу. Крім того, вони виділяють в середньому занадто мало нових нейтронів за поділ, тому з паливом, що містить їх високу частку, критичність не може бути досягнута. Реактор з прискорювачем не залежить від цього параметра і, таким чином, може використовувати ці нукліди. Трьома найважливішими довготривалими радіоактивними ізотопами, з якими можна вигідно поводитися таким чином, є нептуній-237, америцій-241 і америцій-243. Матеріал для ядерної зброї плутоній-239 також придатний, хоча дешевше його використовувати як MOX-паливо або всередині існуючих реакторів на швидких нейтронах.
Окрім спалювання ядерних відходів, реактор такого типу викликає інтерес, оскільки він сприймається як безпечний за своєю суттю, на відміну від звичайного реактора. У більшості типів критичних реакторів існують обставини, за яких швидкість поділу може швидко зростати, пошкоджуючи або руйнуючи реактор і дозволяючи витікати радіоактивним матеріалом (див. SL-1 або Чорнобильська катастрофа). У підкритичному реакторі реакція припиниться, якщо не буде постійно подаватися нейтрони із зовнішнього джерела. Однак проблема теплоутворення навіть після завершення ланцюгової реакції залишається, тому безперервне охолодження такого реактора протягом значного періоду після зупинки залишається життєво важливим, щоб уникнути перегріву. Однак навіть проблему залишкового тепла можна звести до мінімуму, оскільки докритичному реактору не потрібно збирати критичну масу матеріалу, що розщеплюється, і, таким чином, він може бути побудований (майже) як завгодно малим і таким чином зменшити необхідну теплову масу системи аварійного охолодження, здатної поглинати все тепло, що виділяється протягом кількох годин або днів після аварії.

### Запізнілі нейтрони
Інша проблема, в якій докритичний реактор відрізняється від «нормального» ядерного реактора (незалежно від того, чи працює він на швидких чи теплових нейтронах), полягає в тому, що всі «нормальні» атомні електростанції покладаються на запізнілі нейтрони для підтримки безпечних умов роботи. Залежно від нукліда, що поділяється, трохи менше 1 % нейтронів виділяється не відразу після поділу (миттєві нейтрони), а через частки секунд або хвилин затримки продуктами поділу, які проходять бета-розпад з наступним викидом нейтронів. Ці запізнілі нейтрони мають важливе значення для керування реактором, оскільки час між «поколіннями» поділу настільки короткий, що макроскопічні фізичні процеси або людське втручання не можуть тримати під контролем зміну потужності. Однак, оскільки лише запізнілі нейтрони забезпечують достатньо нейтронів для підтримки критичності, час реакції стає на кілька порядків більше, і контроль реактора стає можливим. Навпаки, це означає, що занадто низька частка запізнілих нейтронів робить матеріал, що розщеплюється, непридатним для експлуатації «звичайної» атомної електростанції. І навпаки, докритичний реактор насправді має дещо покращені властивості з паливом з низькими частками запізнілих нейтронів. (Дивись нижче). Так сталося, що поки 235
U, найбільш використовуваний в даний час матеріал, що розщеплюється, має відносно високу частку запізнілих нейтронів, 239
Pu має набагато нижчу, що, крім інших фізико-хімічних властивостей, обмежує можливий вміст плутонію в «нормальному» паливі реактора. З цієї причини відпрацьоване MOX-паливо, яке все ще містить значну кількість плутонію (включаючи 239
Pu) зазвичай не переробляється через зростання частки непридатного до розщеплення 240
Pu, який вимагав би більшого вмісту плутонію в паливі, виготовленому з цього плутонію, щоб підтримувати критичність. Інший основний компонент відпрацьованого палива — перероблений уран — зазвичай відновлюється лише як побічний продукт і має нижчі ціни на ринку урану, ніж природний уран через зростання частки 236
U та інших «небажаних» ізотопів урану.

## Принцип

Принцип роботи реактора з прискорювачем

Більшість сучасних конструкцій керованого прискорювачем реактора пропонують високоінтенсивний протонний прискорювач з енергією близько 1 ГеВ, спрямований на мішень або джерело нейтронів сколювання. Джерело, розташоване в активній зоні реактора, містить рідкий метал, який піддається впливу променя, таким чином вивільняючи нейтрони, і охолоджується шляхом циркуляції рідкого металу, такого як свинець — вісмут, до теплообмінника. Активна зона ядерного реактора, що оточує джерело нейтронів, містить ядерне паливо, що розщеплюється, причому паливом є будь-яка суміш актинідів, але бажано вже з певною кількістю подільного матеріалу, щоб під час запуску не доводилося працювати на нульовій критичності. Таким чином, для кожного протона, що перетинає мішень сколювання, вивільняється в середньому 20 нейтронів, які розщеплюють навколишню подільну частину палива і перетворюють частину атомі матеріалу для відтворення, «розмножуючи» новий матеріал, що поділяється. Якщо припустити значення 20 нейтронів на витрачений ГеВ, один нейтрон «коштує» 50 МеВ, тоді як при поділі (для якого потрібен один нейтрон) виділяється близько 200 МеВ на атом актиніду, який розщеплюється. Ефективність можна підвищити, зменшуючи енергію, необхідну для виробництва нейтрона, збільшуючи частку корисної енергії, що витягується з поділу (якщо використовується тепловий процес, ефективність Карно диктує, що для підвищення ефективності необхідні більш високі температури) і, нарешті, наближаючись до критичності 1, але залишаючись нижче. Важливим фактором як ефективності, так і безпеки є те, наскільки підкритичним є реактор. Для спрощення значення k (ефективне), яке використовується для визначення критичності реактора (включаючи запізнілі нейтрони), можна інтерпретувати як кількість нейтронів кожного «покоління» поділу подальших ядер. Якщо k(ефективне) дорівнює 1, на кожні 1000 введених нейтронів утворюється 1000 нейтронів, які також поділяються на подальші ядра. Очевидно, що швидкість реакції в цьому випадку буде неухильно зростати через те, що з джерела нейтронів доставляється все більше й більше нейтронів. Якщо k(ефективний) трохи нижче 1, кілька нейтронів повинні бути доставлені ззовні реактора, щоб підтримувати реакцію в стаціонарному стані, підвищуючи ефективність. З іншого боку, у крайньому випадку «нульової критичності», тобто k(ефективний)=0 (наприклад, Якщо реактор запущений лише для трансмутації), усі нейтрони «споживаються» і жоден не виробляється всередині палива. Однак, оскільки нейтроніка може бути відома лише з певним ступенем точності, на практиці реактор повинен допускати запас безпеки нижче критичності, що залежить від того, наскільки добре відомі нейтроніки та від впливу зростання частки нуклідів, які розпадаються шляхом спонтанного поділу з випромінюванням нейтронів, таких як каліфорній-252 або нукліди, що розпадаються через випромінювання нейтронів.
Баланс нейтронів можна регулювати або навіть вимкнути, регулюючи потужність прискорювача так, щоб реактор був нижче критичності. Додаткові нейтрони, що надаються джерелом нейтронів сколювання, забезпечують ступінь контролю, як і запізнілі нейтрони в звичайному ядерному реакторі, різниця полягає в тому, що нейтрони, що керуються джерелом нейтронів сколювання, легко керуються прискорювачем. Головна перевага — це безпека. Ядерне паливо звичайного ядерного реактора володіє саморегулюючими властивостями, такими як ефект Доплера або ефект пустот, які роблять ці ядерні реактори безпечними. На додаток до цих фізичних властивостей звичайних реакторів, у підкритичному реакторі, щоразу, коли джерело нейтронів вимкнено, реакція поділу припиняється, і залишається лише залишкове тепло.

## Технічні проблеми
Існують технічні труднощі, які необхідно подолати, перш ніж керований прискорювачем реактор зможе стати економічним і в кінцевому підсумку інтегруватися в майбутнє управління ядерними відходами. Прискорювач повинен забезпечувати високу інтенсивність, а також бути високонадійним — кожне відключення прискорювача, окрім того, що він спричиняє аварійне переривання, піддасть систему величезному тепловому навантаженню. Є занепокоєння що вікно, що відокремлює протони від мішені сколювання, буде піддаватися напруженню в екстремальних умовах. Однак нещодавній досвід роботи з рідкометалевим джерелом нейтронів сколювання MEGAPIE, випробуваним в Інституті Поля Шеррера, продемонстрував роботу вікна променя під інтенсивним протонним пучком потужністю 0,78 МВт. Важливими питаннями є хімічне розділення трансуранових елементів і виготовлення палива, а також конструкційних матеріалів. Нарешті, відсутність ядерних даних при високих енергіях нейтронів обмежує ефективність конструкції. Цю останню проблему можна подолати шляхом введення сповільнювача нейтронів між джерелом нейтронів і паливом, але це може призвести до збільшення витоку, оскільки сповільнювач також буде розсіювати нейтрони від палива. Зміна геометрії реактора може зменшити, але ніколи повністю усунути витік. Витік нейтронів також викликає занепокоєння через продукти активації, які утворюються, і через фізичні пошкодження матеріалів, які може спричинити нейтронне опромінення. З іншого боку, спектр швидких нейтронів має певні переваги, яких неможливо досягти за допомогою теплових нейтронів, оскільки є результатом сповільнювача. З іншого боку, реактори на теплових нейтронах є найбільш поширеним і добре зрозумілим типом ядерних реакторів, і теплові нейтрони також мають переваги перед швидкими нейтронами.
Деякі лабораторні експерименти та багато теоретичних досліджень продемонстрували теоретичну можливість такої рослини. Карло Руббіа, фізик- ядерник, лауреат Нобелівської премії та колишній директор ЦЕРН, був одним із перших, хто задумав конструкцію підкритичного реактора, так званого «підсилювача енергії». У 2005 році в Європі та Японії відбувається кілька масштабних проектів з подальшого розвитку технології підкритичних реакторів. У 2012 році вчені та інженери ЦЕРН заснували Міжнародний комітет з енергії торію (International Thorium Energy Committee, iThEC), організацію, яка займається цією метою і яка організувала конференцію ThEC13 на цю тему.

## Економіка та суспільне визнання
Підкритичні реактори були запропоновані і як засіб виробництва електроенергії, і як засіб перетворення ядерних відходів, тому виграш подвійний. Проте очікується, що витрати на будівництво, безпеку та обслуговування таких складних установок будуть дуже високими, не кажучи вже про обсяг досліджень, необхідних для розробки практичного проекту (див. вище). Існують більш дешеві та досить безпечні концепції поводження з відходами, такі як трансмутація в реакторах на швидких нейтронах. Проте рішення підкритичного реактора може бути схвалено для кращого сприйняття громадськістю — вважається більш прийнятним спалювати відходи, ніж ховати їх протягом сотень тисяч років. Для майбутнього поводження з відходами кілька пристроїв трансмутації можна було б інтегрувати у масштабну ядерну програму, сподіваючись, що лише трохи збільшить загальні витрати.
Основна проблема, з якою стикаються операції розподілу та трансмутації, — це необхідність вступу в надзвичайно тривалі ядерні цикли: близько 200 років. Іншим недоліком є утворення великої кількості довгоживучих радіоактивних відходів середнього рівня (ВВВ), які також потребують глибокого геологічного захоронення для безпечного поводження. Більш позитивним аспектом є очікуване зменшення розміру сховища, яке було оцінено на 4 — 6 порядків. Як позитивні, так і негативні аспекти були розглянуті в міжнародному контрольному дослідженні, координованому Юліхським дослідницьким центром і фінансованому Європейським Союзом.

## Підкритичні гібридні системи
Хоча керований прискорювачем реактор спочатку задумувався як частина конструкції легководного реактора, були зроблені інші пропозиції, які включали керований прискорювачем реактор в інші концепції реактора IV покоління. 
Одна з таких пропозицій закликає до реактора на швидких нейтронах з газовим охолодженням, який живиться в основному плутонієм та америцієм. Нейтронні властивості америцію ускладнюють його використання в будь-якому критичному реакторі, оскільки він має тенденцію робити температурний коефіцієнт сповільнювача більш позитивним, знижуючи стабільність. Проте невід'ємна безпека керованого прискорювачем реактора дозволила б безпечно спалювати америцій. Ці матеріали також мають хорошу нейтронну ефективність, завдяки чому відношення кроку до діаметра є великим, що дозволяє покращити природну циркуляцію та економічність.

## Мюонні системи для утилізації ядерних відходів
Також розробляються підкритичні методи для використання в утилізації ядерних відходів, які не залежать від джерел нейтронів. До них належать системи, які покладаються на механізм захоплення мюонів, у якому мюони (μ −), вироблені компактним джерелом із прискорювачем, перетворюють довгоживучі радіоактивні ізотопи в стабільні ізотопи.

## Природні
Як правило, термін «підкритичний реактор» зарезервований для штучних систем, але природні системи існують — будь-яке природне джерело матеріалу, який здатний до поділу і піддається космічним і гамма-променям (навіть від сонця), можна вважати докритичним реактором. Це включає запущені в космос супутники з радіоізотопними термоелектричними генераторами, а також будь-які такі відкриті резервуари.